# Група армій «Австрія»
Гру́па а́рмій «А́встрія» (нім. Heeresgruppe Ostmark)  — одна з груп армій Збройних сил нацистської Німеччини під час Другої світової війни.

## Історія
Група армій «Австрія» сформована 2 квітня 1945 із залишків групи армій «Південь» (нім. Heeresgruppe Süd). Діяла в Австрії та Чехословаччині. Капітулювала 8 травня 1945 після розгрому в ході Празької операції Червоної армії.

## Командувачі
- генерал-полковник Лотар Рендуліч (нім. Lothar Rendulic) (2 квітня — 8 травня 1945).